# 基姆高撞擊坑
基姆高撞擊坑必須提到Tüttensee湖，這是位於德國東南方阿爾卑斯山的山麓小丘，鄰近基姆湖的坑穴，被認為是在全新世遭到隕石撞擊形成的。發現者是一個自稱為基姆高撞擊研究小組（Chiemgau impact research team，CIRT）的愛好考古學團隊，為德國的地質學和考古學協會帶來了一些爭議，因為迄今除了CIRT之外，沒有其他單位接受此一論點。
Tüttensee湖的座標位置如下： 47°50′48″N 12°34′05″E / 47.846667°N 12.568056°E。
依據假說，在30 × 60平方公里的區域內散佈著80個直徑超過3米的獨立坑穴。在基姆高散佈的區域被發現之後，CIRT在Tüttensee湖火山口和他的周圍完成了許多地質上的田野調查和原始石塊的分析。湖的直徑是400米，深17米，有直徑500米高8米的外緣。根據CIRT的放射性碳-14數據和考古學上的發現，撞擊事件發生在西元前500年。

## 外部連結
- The Chiemgau Impact （页面存档备份，存于）